# Aroneanu
Aroneanu est une commune roumaine située dans le județ de Iași.